# The Storm (film fra 1916)
 For alternative betydninger, se The Storm. (Se også artikler, som begynder med The Storm)
The Storm er en amerikansk stumfilm fra 1916 af Frank Reicher.

## Medvirkende
- Blanche Sweet som Natalie Raydon.
- Theodore Roberts som Octavius Raydon.
- Thomas Meighan som Robert Fielding.
- Richard Sterling som Sheldon Avery.
- Chandler House som David.